# 戈爾切夫

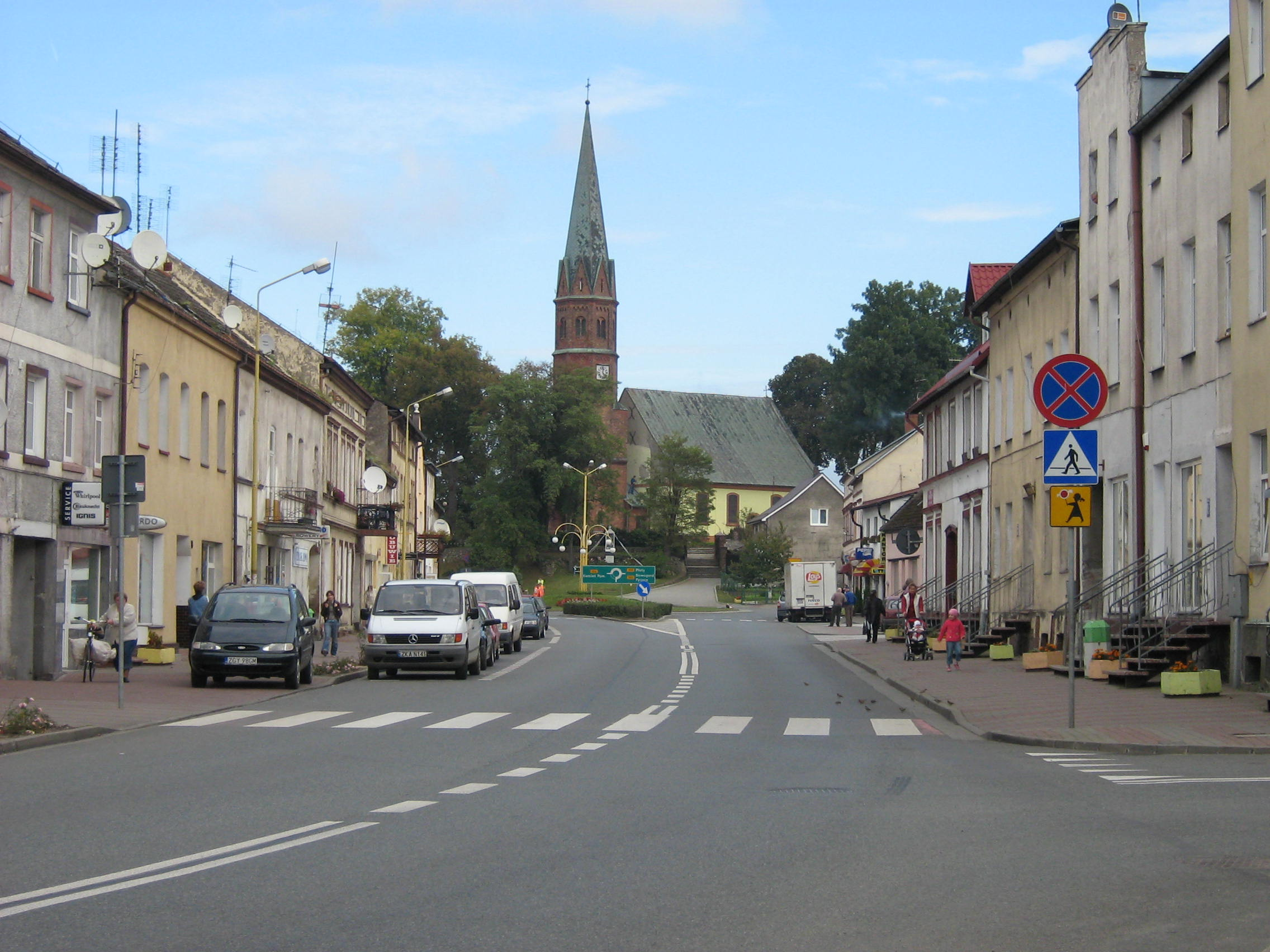

戈爾切夫是波蘭的城鎮，位於該國西北部，由西波美拉尼亞省負責管轄，面積7.42平方公里，鎮上的城堡建於1284年，2010年人口2,708。第二次世界大戰期間，該鎮的工廠受到嚴重破壞。

## 外部連結
- Official town webpage （页面存档备份，存于）
- Jewish Community in Golczewo （页面存档备份，存于） on Virtual Shtetl

53°49′N 14°59′E / 53.817°N 14.983°E